# Комби
Комби (на немски: Kombinationskraftwagen или накратко Kombi, на английски: station wagon) е вид купе на лек автомобил с два основни отсека – двигателен и товаропътнически. Вторият отсек разполага с необходимите удобства за пътниците, но е със значително увеличено пространство за товар отзад. Използването на автомобила за транспорт на малки товари налага поставянето на по-голяма задна врата и затова автомобил комби се произвежда с три или с пет врати.
Автомобилите комби са с модифицирани купета на конструкция седан. Главното вътрешно пространство е удължено, затваря се с почти вертикална задната врата, остъклена с вертикален заден прозорец. Контурът на задната част на автомобила е с почти характерната форма на паралелепипед, и няма обособено трето затворено товарно помещение типично за автомобил седан. Въпреки че изглежда по подобен начин, каросерията на автомобил тип седан от модификацията хетчбек от друга страна, няма запазена пълна височина на купето до задния край, тъй като задната остъклената врата е наклонена повече. Освен това, за разлика от хетчбека, при комбито отвора за багажа обикновено достига до пода на автомобила, почти до неговата задна броня, а над багажното пространство обикновено има и монтирани странични прозорци.

## Галерия
- Фолксваген Пасат комби от 2006 г.
- Форд Кънтри Скуеър от 1967 г.
- Лада 2102 комби
- Opel Vectra B Caravan
- Opel Insignia A OPC Sports Tourer